# Toronto Raptors 2008-2009
La stagione 2008-09 dei Toronto Raptors fu la 14ª nella NBA per la franchigia.
I Toronto Raptors arrivarono quarti nella Atlantic Division della Eastern Conference con un record di 33-49, non qualificandosi per i play-off.
Nonostante le aspettative la squadra è stata eliminata dai playoff 2009. Infatti prima dell'inizio della stagione i Raptors avevano acquistato il centro Jermaine O'Neal dagli Indiana Pacers per rinforzare il reparto "lunghi", ma le cose non andarono come previsto. Dopo un record negativo di 8 vittorie a fronte di 9 sconfitte, l'allenatore Sam Mitchell è stato sostituito dal suo assistente Jay Triano. La situazione non migliorò e il general manager Brian Colangelo scambiò Jermaine O'Neal e Jamario Moon ai Miami Heat in cambio di Shawn Marion e Marcus Banks durante la pausa per l'All-Star Weekend. Dopo una lunga striscia di insuccessi, la squadra infilò una serie di 6 vittorie consecutive, che venne interrotta da una sconfitta interna contro i New York Knicks che costò ai canadesi la matematica eliminazione dai play-off.
La stagione segnò, inoltre, il netto progresso di Andrea Bargnani, migliorato in tutte le sue statistiche.

## Arrivi/partenze

### Draft
| Giro | Scelta | Giocatore                      | Ruolo | Nazione     | College    |
| ---- | ------ | ------------------------------ | ----- | ----------- | ---------- |
| 1    | 17     | Roy Hibbert (ceduto a Indiana) | C     | Stati Uniti | Georgetown |

### Scambi
| 9 luglio, 2008    | Ai Toronto Raptors Jermaine O'Neal, e la 41ª scelta del draft 2008 (Nathan Jawai) | Agli Indiana Pacers T.J. Ford, Radoslav Nesterovič, Maceo Baston, e la 17ª scelta del draft 2008 (Roy Hibbert) |
| 13 febbraio, 2009 | Ai Toronto Raptors Shawn Marion e Marcus Banks                                    | Ai Miami Heat Jermaine O'Neal e Jamario Moon                                                                   |

### Mercato

#### Acquisti
| Giocatore    | Firmato   | Provenienza          |
| Hassan Adams | 8 luglio  | Basket Draghi Novara |
| Will Solomon | 28 luglio | Fenerbahçe Ülker     |

#### Cessioni
| Giocatore      | Ceduto    | Destinazione     |
| Carlos Delfino | 1º giugno | BC Khimki        |
| Primož Brezec  | 27 giugno | Lottomatica Roma |

## Roster
| N° | Naz.                   | Ruolo | Sportivo          | Anno | Alt. | Peso |
| -- | ---------------------- | ----- | ----------------- | ---- | ---- | ---- |
| 1  | Croazia (bandiera)     | G     | Roko Ukić         | 1984 | 196  | 83   |
| 3  | Stati Uniti (bandiera) | G     | Hassan Adams      | 1984 | 193  | 100  |
| 3  | Stati Uniti (bandiera) | G     | Marcus Banks      | 1981 | 188  | 91   |
| 4  | Stati Uniti (bandiera) | AC    | Chris Bosh        | 1984 | 208  | 103  |
| 5  | Stati Uniti (bandiera) | G     | Quincy Douby      | 1984 | 191  | 79   |
| 5  | Stati Uniti (bandiera) | G     | Will Solomon      | 1978 | 185  | 84   |
| 6  | Stati Uniti (bandiera) | AC    | Jermaine O'Neal   | 1978 | 211  | 103  |
| 7  | Italia (bandiera)      | A     | Andrea Bargnani   | 1985 | 213  | 102  |
| 8  | Spagna (bandiera)      | G     | José Calderón     | 1981 | 191  | 95   |
| 13 | Stati Uniti (bandiera) | C     | Patrick O'Bryant  | 1986 | 213  | 118  |
| 14 | Stati Uniti (bandiera) | A     | Joey Graham       | 1982 | 201  | 102  |
| 18 | Stati Uniti (bandiera) | G     | Anthony Parker    | 1975 | 198  | 95   |
| 21 | Australia (bandiera)   | A     | Nathan Jawai      | 1986 | 208  | 127  |
| 24 | Stati Uniti (bandiera) | A     | Jason Kapono      | 1981 | 203  | 97   |
| 31 | Stati Uniti (bandiera) | A     | Shawn Marion      | 1978 | 201  | 100  |
| 33 | Stati Uniti (bandiera) | A     | Jamario Moon      | 1980 | 203  | 93   |
| 43 | Stati Uniti (bandiera) | A     | Kris Humphries    | 1985 | 206  | 107  |
| 44 | Regno Unito (bandiera) | A     | Pops Mensah-Bonsu | 1983 | 206  | 109  |
| 77 | Stati Uniti (bandiera) | C     | Jake Voskuhl      | 1977 | 211  | 111  |

## Staff tecnico
- Allenatori: Sam Mitchell (8-9) (fino al 3 dicembre)[1], Jay Triano (25-40)
- Vice-allenatori: Jay Triano (fino al 3 dicembre), Alex English, Mike Evans, Gord Herbert

## Regular season

### Ottobre 2008
| Arbitro: | Steve Javie, Tony Brothers, Haywoode Workman |

|                                                             |           |                                                    |
| Pt: L. Williams 16 Rimb: S. Dalembert 17 Ass: A. Iguodala 6 | Marcatori | Pt: C. Bosh 27 Rimb: C. Bosh 11 Ass: J. Calderón 7 |

| Arbitro: | Derrick Stafford, Dan Crawford, Pat Fraher |

|                                                    |           |                                                             |
| Pt: C. Bosh 31 Rimb: C. Bosh 9 Ass: J. Calderón 13 | Marcatori | Pt: A. Harrington 26 Rimb: A. Biedriņš 13 Ass: S. Jackson 5 |

### Novembre 2008
| Arbitro: | Marc Davis, Scott Foster, Kevin Fehr |

|                                                    |           |                                                        |
| Pt: M. Redd 19 Rimb: A. Bogut 9 Ass: R. Sessions 9 | Marcatori | Pt: J. Calderón 25 Rimb: C. Bosh 10 Ass: J. Calderón 9 |

| Toronto 5 novembre 2008 | Toronto Raptors | 93 – 100 | Detroit Pistons | Air Canada Center |

| Atlanta 7 novembre 2008 | Atlanta Hawks | 110 – 92 | Toronto Raptors | Philips Arena |

| Charlotte 9 novembre 2008 | Charlotte Bobcats | 79 – 89 | Toronto Raptors | Time Warner Cable Arena |

| Boston 10 novembre 2008 | Boston Celtics | 94 – 87 | Toronto Raptors | TD Banknorth Garden |

| Toronto 12 novembre 2008 | Toronto Raptors | 96 – 106 | Philadelphia 76ers | Air Canada Center |

| Toronto 16 novembre 2008 | Toronto Raptors | 107 – 96 | Miami Heat | Air Canada Center |

| Orlando 18 novembre 2008 | Orlando Magic | 103 – 90 | Toronto Raptors | Amway Arena |

| Miami 19 novembre 2008 | Miami Heat | 95 – 101 | Toronto Raptors | AmericanAirlines Arena |

| Toronto 21 novembre 2008 | Toronto Raptors | 127 – 129 | N.J. Nets | Air Canada Center |

| Toronto 23 novembre 2008 | Toronto Raptors | 103 – 118 | Boston Celtics | Air Canada Center |

| Toronto 26 novembre 2008 | Toronto Raptors | 93 – 86 | Charlotte Bobcats | Air Canada Center |

| Toronto 28 novembre 2008 | Toronto Raptors | 93 – 88 | Atlanta Hawks | Air Canada Center |

| Los Angeles 30 novembre 2008 | L.A. Lakers | 112 – 99 | Toronto Raptors | Staples Center |

### Dicembre 2008
| Denver 2 dicembre 2008 | Denver Nuggets | 132 – 93 | Toronto Raptors | Pepsi Center |

| Salt Lake City 5 dicembre 2008 | Utah Jazz | 114 – 87 | Toronto Raptors | EnergySolutions Arena |

| Toronto 7 dicembre 2008 | Toronto Raptors | 97 – 98 | Portland T. Blazers | Air Canada Center |

| Cleveland 9 dicembre 2008 | Cleveland Cavaliers | 114 – 94 | Toronto Raptors | Quicken Loans Arena |

| Toronto 10 dicembre 2008 | Toronto Raptors | 101 – 88 | Indiana Pacers | Air Canada Center |

| East Rutherford 12 dicembre 2008 | N.J. Nets | 79 – 101 | Toronto Raptors | Izod Center |

| Toronto 14 dicembre 2008 | Toronto Raptors | 91 – 99 | N.O. Hornets | Air Canada Center |

| Toronto 15 dicembre 2008 | Toronto Raptors | 87 – 94 | N.J. Nets | Air Canada Center |

| Toronto 17 dicembre 2008 | Toronto Raptors | 86 – 96 | Dallas Mavericks | Air Canada Center |

| Oklahoma City 19 dicembre 2008 | Oklahoma Thunder | 91 – 83 | Toronto Raptors | Ford Center |

| San Antonio 20 dicembre 2008 | San Antonio Spurs | 107 – 97 | Toronto Raptors | AT&T Center |

| Los Angeles 22 dicembre 2008 | L.A. Clippers | 75 – 97 | Toronto Raptors | Staples Center |

| Sacramento 26 dicembre 2008 | Sacramento Kings | 101 – 107 | Toronto Raptors | ARCO Arena |

| Portland 27 dicembre 2008 | Portland T. Blazers | 102 – 89 | Toronto Raptors | Rose Garden Arena |

| Oakland 29 dicembre 2008 | G.S. Warriors | 117 – 111 | Toronto Raptors | Oracle Arena |

| Toronto 31 dicembre 2008 | Toronto Raptors | 107 – 114 | Denver Nuggets | Air Canada Center |

### Gennaio 2009
| Toronto 2 gennaio 2009 | Toronto Raptors | 94 – 73 | Houston Rockets | Air Canada Center |

| Toronto 4 gennaio 2009 | Toronto Raptors | 108 – 102 | Orlando Magic | Air Canada Center |

| Milwaukee 5 gennaio 2009 | Milwaukee Bucks | 107 – 97 | Toronto Raptors | Bradley Center |

| Washington 7 gennaio 2009 | Wash. Wizards | 99 – 93 | Toronto Raptors | Verizon Center |

| Toronto 9 gennaio 2009 | Toronto Raptors | 103 – 82 | Memphis Grizzlies | Air Canada Center |

| Toronto 11 gennaio 2009 | Toronto Raptors | 88 – 94 | Boston Celtics | Air Canada Center |

| Boston 12 gennaio 2009 | Boston Celtics | 115 – 109 | Toronto Raptors | TD Banknorth Garden |

| Toronto 14 gennaio 2009 | Toronto Raptors | 98 – 102 | Chicago Bulls | Air Canada Center |

| Indianapolis 16 gennaio 2009 | Indiana Pacers | 111 – 104 | Toronto Raptors | Conseco Fieldhouse |

| Toronto 18 gennaio 2009 | Toronto Raptors | 117 – 113 | Phoenix Suns | Air Canada Center |

| Atlanta 19 gennaio 2009 | Atlanta Hawks | 87 – 84 | Toronto Raptors | Philips Arena |

| Detroit 21 gennaio 2009 | Detroit Pistons | 95 – 76 | Toronto Raptors | The Palace of Auburn Hills |

| Chicago 23 gennaio 2009 | Chicago Bulls | 94 – 114 | Toronto Raptors | United Center |

| Toronto 25 gennaio 2009 | Toronto Raptors | 113 – 97 | Sacramento Kings | Air Canada Center |

| East Rutherford 28 gennaio 2009 | N.J. Nets | 106 – 107 | Toronto Raptors | Izod Center |

| Toronto 30 gennaio 2009 | Toronto Raptors | 85 – 96 | Milwaukee Bucks | Air Canada Center |

### Febbraio 2009
| Toronto 1º febbraio 2009 | Toronto Raptors | 90 – 113 | Orlando Magic | Air Canada Center |

| Cleveland 3 febbraio 2009 | Cleveland Cavaliers | 101 – 83 | Toronto Raptors | Quicken Loans Arena |

| Toronto 4 febbraio 2009 | Toronto Raptors | 107 – 115 | L.A. Lakers | Air Canada Center |

| New Orleans 6 febbraio 2009 | N.O. Hornets | 101 – 92 | Toronto Raptors | New Orleans Arena |

| Memphis 7 febbraio 2009 | Memphis Grizzlies | 78 – 70 | Toronto Raptors | FedExForum |

| Minneapolis 10 febbraio 2009 | Minnesota T'wolves | 102 – 110 | Toronto Raptors | Target Center |

| Toronto 11 febbraio 2009 | Toronto Raptors | 91 – 89 | San Antonio Spurs | Air Canada Center |

| Toronto 18 febbraio 2009 | Toronto Raptors | 76 – 93 | Cleveland Cavaliers | Air Canada Center |

| New York 20 febbraio 2009 | N.Y. Knicks | 127 – 97 | Toronto Raptors | Madison Square Garden |

| Toronto 22 febbraio 2009 | Toronto Raptors | 111 – 100 | N.Y. Knicks | Air Canada Center |

| Toronto 24 febbraio 2009 | Toronto Raptors | 118 – 110 | Minnesota T'wolves | Air Canada Center |

| Phoenix 27 febbraio 2009 | Phoenix Suns | 133 – 113 | Toronto Raptors | US Airways Center |

### Marzo 2009
| Dallas 1º marzo 2009 | Dallas Mavericks | 109 – 98 | Toronto Raptors | American Airlines Center |

| Houston 3 marzo 2009 | Houston Rockets | 107 – 97 | Toronto Raptors | Toyota Center |

| Toronto 6 marzo 2009 | Toronto Raptors | 102 – 108 | Miami Heat | Air Canada Center |

| Toronto 8 marzo 2009 | Toronto Raptors | 101 – 109 | Utah Jazz | Air Canada Center |

| Filadelfia 11 marzo 2009 | Philadelphia 76ers | 115 – 106 | Toronto Raptors | Wachovia Center |

| Toronto 13 marzo 2009 | Toronto Raptors | 95 – 99 | Detroit Pistons | Air Canada Center |

| Toronto 15 marzo 2009 | Toronto Raptors | 110 – 87 | Indiana Pacers | Air Canada Center |

| Charlotte 16 marzo 2009 | Charlotte Bobcats | 112 – 86 | Toronto Raptors | Time Warner Cable Arena |

| Toronto 20 marzo 2009 | Toronto Raptors | 89 – 102 | Charlotte Bobcats | Air Canada Center |

| Toronto 22 marzo 2009 | Toronto Raptors | 100 – 76 | L.A. Clippers | Air Canada Center |

| Toronto 25 marzo 2009 | Toronto Raptors | 115 – 106 | Milwaukee Bucks | Air Canada Center |

| Toronto 27 marzo 2009 | Toronto Raptors | 112 – 96 | Oklahoma Thunder | Air Canada Center |

| Toronto 29 marzo 2009 | Toronto Raptors | 134 – 129 | Chicago Bulls | Air Canada Center |

### Aprile 2009
| Orlando 1º aprile 2009 | Orlando Magic | 95 – 99 | Toronto Raptors | Amway Arena |

| New York 4 aprile 2009 | N.Y. Knicks | 95 – 102 | Toronto Raptors | Madison Square Garden |

| Toronto 5 aprile 2009 | Toronto Raptors | 103 – 112 | N.Y. Knicks | Air Canada Center |

| Toronto 7 aprile 2009 | Toronto Raptors | 110 – 118 | Atlanta Hawks | Air Canada Center |

| Indianapolis 8 aprile 2009 | Indiana Pacers | 130 – 101 | Toronto Raptors | Conseco Fieldhouse |

| Toronto 10 aprile 2009 | Toronto Raptors | 98 – 100 | Wash. Wizards | Air Canada Center |

| Toronto 12 aprile 2009 | Toronto Raptors | 111 – 104 | Philadelphia 76ers | Air Canada Center |

| Washington 13 aprile 2009 | Wash. Wizards | 96 – 97 | Toronto Raptors | Verizon Center |

| Chicago 15 aprile 2009 | Chicago Bulls | 98 – 109 | Toronto Raptors | United Center |